# Medalla del 20è Aniversari de la Victòria en la Gran Guerra Patriòtica
La Medalla del 20è Aniversari de la Victòria a la Gran Guerra Patriòtica (Rus: Медаль «Двадцать лет Победы в Великой Отечественной войне» - Transliterat: Medal "Dvadtsat let Pobedy v Velikoy Otechestvennoy voyne") és una medalla commemorativa de la Gran Guerra Patriòtica, creada el 7 de maig de 1967 per Leonid Bréjnev i a tots els militars i civils de les Forces Armades Soviètiques que van participar activament en la Gran Guerra Patriòtica del 1941-1945, als Partisans i membres de les organitzacions clandestines que van operar als territoris ocupats de la U.R.S.S., i a tots aquells que prèviament havien rebut les medalles de "Victòria sobre Alemanya" o "Victòria sobre Japó"

## Història
Creada per Decret de la Presidència del Consell Superior de l'URSS el 7 de maig de 1965, en la commemoració del 20è aniversari de la victòria sobre l'Alemanya nazi a la Gran Guerra Patriòtica de 1941-1945, sent publicada a la Gasseta del Soviet Suprem de l'URSS nº 19
Penja a l'esquerra del pit, i se situa després de la Medalla de la victòria sobre Alemanya en la Gran Guerra Patriòtica 1941-1945.
Va ser creada pels pintors Víktor Aleksàndrovitx Iermakov (anvers) i Iuri Aleksàndrovitx Lukiànov (revers).
Amb aquesta medalla s'inaugurà una sèrie de medalles presentades el dia abans de l'aniversari del dia de la Victoria, presentant-se també la del 30è i 40è aniversaris. Amb el 25è aniversari s'instituí una insígnia pels veterans, però que no tenia el rang de medalla.
Es va atorgar aproximadament a 16.399.550 persones.
Juntament amb la medalla s'atorgava un certificat.

## Disseny
Una medalla en llautó de 32mm de diàmetre. A l'anvers figura la imatge del monument de I. V. Vutxétitx al soldat-alliberador soviètic situat al parc Treptower de Berlín (un soldat amb una espasa i un nen en braços, amb el peu al damunt de runes). A sota hi ha una corona de fulles de roure i als costats del soldat hi ha la inscripció "1945-1965". Al revers, al voltant de la circumferència, apareix la inscripció " Двадцать лет Победы в Великой Отечественной войне 1941-1945 гг." (Vint anys de la Victòria a la Gran Guerra Patriòtica de 1941-1945). Al centre hi ha una estrella de 5 puntes sobre el numeral romà XX (20), amb tot de raigs que divergeixen des del centre.
La medalla se sosté d'un galó pentagonal de 24 mm d'ample. A l'esquerra hi ha una franja vermella de 15 mm, i a la dreta, dues franges de 5 mm, la interior verda i l'exterior negre. A la punta dreta hi ha una franja verda d'1 mm.